# Joseph Henry Mensah
Joseph Henry Mensah (* 31. Oktober 1928 in Sekondi, Ghana; † 12. Juli 2018) gehörte zu den dienstältesten und bekanntesten Politikern Ghanas. Seit den frühen 1960er Jahren war Mensah in verschiedenen Regierungen, Diktaturen und Militärjuntas als Berater oder als Minister tätig.

## Ausbildung
Mensah studierte zwischen 1948 und 1954 am Achimota College (heute: Universität von Ghana). Im Jahr 1954 wechselte er an die University of London, um hier Wirtschaftswissenschaften zu studieren. In London machte er sowohl den Bachelor, als auch seinen Master in Wirtschaftswissenschaften. An der Stanford University in Kalifornien, USA absolvierte er weitergehende Studien und spezialisierte sich im Bereich Wirtschaftstheorie.

## Karriere
Bereits während seines Studiums am Achimota College war er in der kolonialen Verwaltung als Finanzinspektor in Accra tätig. Zwischen 1954 und 1958 war er als wissenschaftliche Hilfskraft im Fachbereich Wirtschaft an der Universität von Ghana und später kurzzeitig als Dozent tätig. Im Anschluss daran begann er im Jahr 1958 seine Tätigkeit für die Vereinten Nationen im Zentrum für Entwicklungsplanung in New York.
Im Jahr 1961 ging er zurück nach Ghana und arbeitete als Vorsitzender der Nationalen Planungskommission (National Planning Commission) der Regierung unter Präsident Kwame Nkrumah. In dieser Position war er maßgeblich an der Entwicklung des Sieben-Jahres-Planes der Regierung für den Zeitraum zwischen 1962 und 1969 verantwortlich. Im Jahr 1965 musste Mensah aus politischen Gründen das Land verlassen.
Nach dem Sturz Nkrumahs durch das National Liberation Council (NLC) wurde er Finanzminister Ghanas zwischen 1966 und 1969. Nach dem Ende der Militärjunta des NLC wurde Mensah in der Regierung der Progress Party (PP) unter Kofi Abrefa Busia zum Minister für Finanzen und Wirtschaftsplanung zwischen 1970 und 1972 ernannt. Zudem war er Mitglied des Parlaments.
Zwischen 1993 und 1997 war Mensah Mitglied des Aufsichtsrates der African Development Bank (ADB).
Im Jahr 1996 gewann Mensah für den Wahlkreis Sunyani East als Mitglied der New Patriotic Party den Parlamentssitz und wurde bei den Wahlen 2000 wiedergewählt. In der zweiten Legislaturperiode der Vierten Republik Ghanas war Mensah Führer der Parlamentsmehrheit.
Während der ersten Amtszeit von Präsident John Agyekum Kufuor war Mensah Senior Minister mit beratender Funktion in Wirtschaftsangelegenheiten (Altersminister mit Zuständigkeit für die Reform des öffentlichen Dienstes und des Erneuerungprogrammes für nationale Institutionen). Mensah war seit der zweiten Amtszeit von Präsident John Agyekum Kufuor Vorsitzender der Nationalen Entwicklungs- und Planungskommission (Ghana’s National Development Planning Commission).
Weitere Positionen:
- Vorsitzender und Geschäftsführer der Development and Management Consultants (Ghana) Ltd;
- Vorsitzender, Sunyani District Council (1978–1981)
- Inhaber der Firma Banka Farms Limited